# UT–2
Az UT–2 (oroszul: УТ – учебно-тренировочный, ucsebno-trenyirovocsnij, NATO-kódja: Mink) , a szovjet Jakovlev-tervezőirodában (OKB–115) kifejlesztett egyenes szárnyú, egymotoros kiképző repülőgép.

## Története
A típus kiképző repülőgépként lett tervezve a régebbi kétfedelű U–2 (Po–2) leváltására, gyorsabb és modernebb egyfedelűként. Az új típus terveit a Jakovlev-tervezőirodában készítették el. Az AIR–10 az AIR–9-en alapult, annál azonban egyszerűbb kialakítással, két önálló nyitott pilótafülkével, orrsegédszárnyak és fékszárnyak nélkül. 1935. július 11-én szállt fel először és még ebben az évben elnyert egy pályázati kiírást, némi módosítással a Szovjet Légierő alap kiképző repülőgépe lett. Ezt követően Jakovlev típusjelét Ja–20-ra (Я-20) változtatta, miután az AIR-sorozat névadóját, Alekszej Ivanovics Rikovot 1938 tavaszán kivégezték. Az AIR–10 vegyes fa–fém szerkezetét teljesen fára módosították a gyártás egyszerűsítése érdekében. Az egyik prototípust 112 kW-os Svecov M–11E egykoszorús, léghűtéses csillagmotor hajtotta, de a sorozatban gyártott példányokba kisebb teljesítményű, 82 kW-os M–11G-t építettek be. Maga a sorozatgyártás 1937 szeptemberében indult el UT–2 típusjelzéssel.
Az UT–2-t a polgári repülésben is alkalmazni kívánták, azonban hamar kiderült, hogy repülési stabilitása nem kielégítő, könnyen dugóhúzóba esett. A sárkányon történt módosítások és erősebb, 93 kW-os M–11D motor beépítésével 1940-től gyártották (az 1940-es modell).
A következő évre egy még jobb repülési jellemzőkkel bíró változatot kezdtek gyártani, amely az UT–2M típusjelzést kapta. Új körvonalú szárnnyal szerelték fel, a nyilazott belépő élet megerősítették a kilépőéllel együtt, valamint a függőleges vezérsík felületét is megnövelték.
Összesen 7243 darab UT–2-t és UT–2M-met építettek öt gyárban, köztük a szemjonovkai 116-os gyárban, 1937 és 1946 között. Függetlenül a folyamatos fejlesztésektől a típus kezelhetősége és repülési jellemzői sohasem voltak kiemelkedőek. Az 1950-es években a Jak–18 váltotta fel mint elsődleges kiképző repülőgép és a Jak–11 mint fejlettebb kiképző repülőgép. A második világháborút követően alkalmazta Lengyelország és Magyarország légiereje is.

## Típusváltozatok
- AIR–10: az UT–2 elődtípusa
- Ja–20: az UT–2 prototípusa

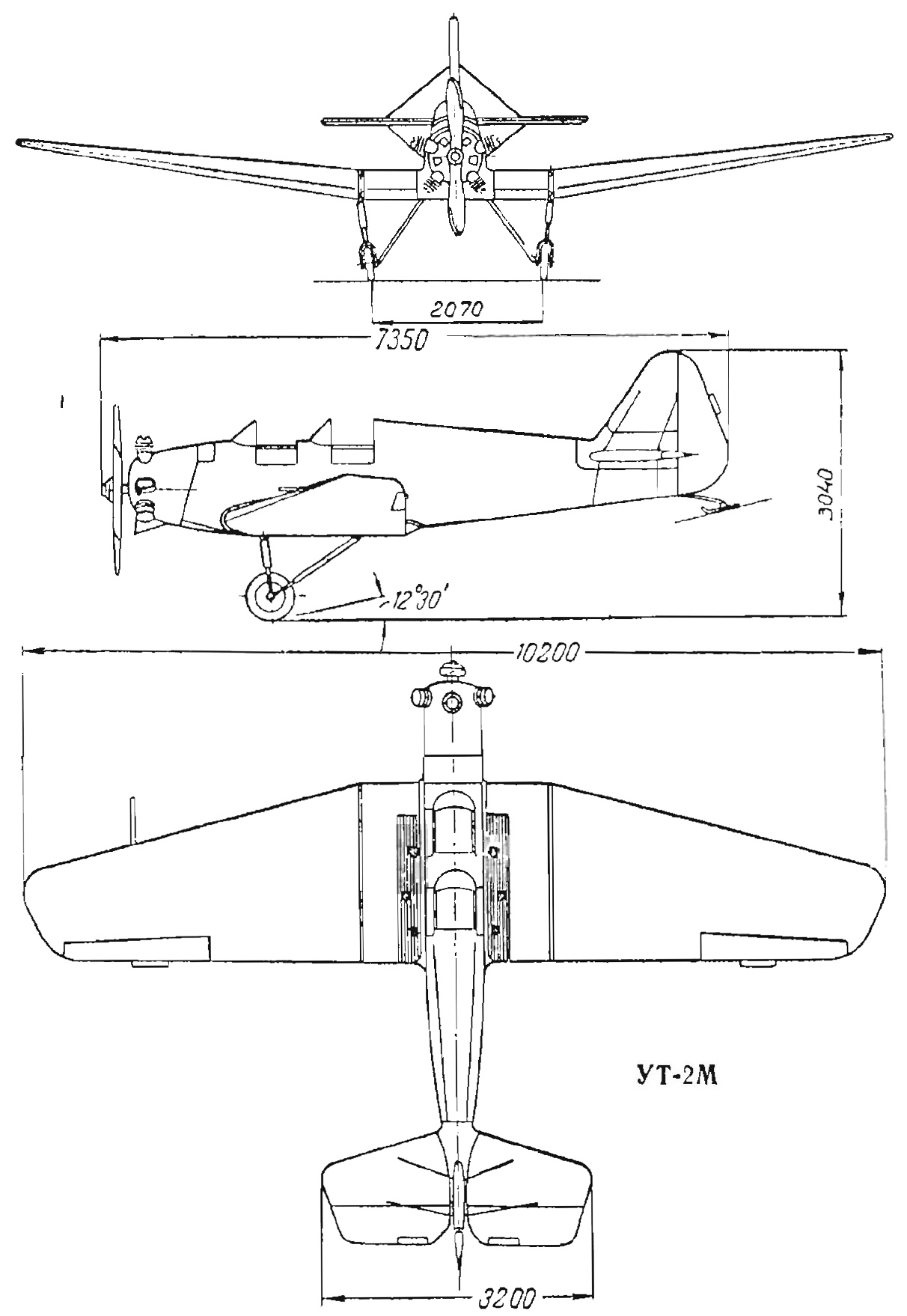
UT-2

- UT–2 első sorozat: alulmotorizáltsága miatt könnyen dugóhúzóba esett (átesett)
- UT–2 (1940-es sorozat): fejlesztett változat nagyobb teljesítményű motorral felszerelve
- SZEN (UT–2N): légpárnás futóművű változat
- UT–2M: 1941-től gyártott változat, újratervezett szárnnyal
- UT–2V: bombavetés-oktató változat
- Jak–5: együléses vadász-kiképző változat
- UT–2MV: könnyűbombázó változat
- UT–2L: továbbfejlesztett, behúzható futóművel és zárt pilótafülkével felszerelt változat. A későbbi Jak–18 elődtípusa.

## Üzemeltetők
Franciaország
- Szabad Francia Légierő

Normandie-Niemen vadász-ezred (Régiment de Chasse Normandie-Niemen)
 Magyarország
- Magyar Királyi Honvéd Légierő, majd később
- Magyar Néphadsereg

 Lengyelország
- A Lengyel Hadsereg Légiereje
- Lengyel Haditengerészet

 Mongólia
 Szovjetunió
 Jugoszlávia
- Jugoszláv Légierő
  - 1. kiképző légiezred (1945–1948)
  - 104. kiképző légiezred (1948–1956)
  - 5. katonai körzet összekötő százada (1952–1956)
  - 3. légihadtest összekötő százada (1950–1956)

## Fordítás
- Ez a szócikk részben vagy egészben  a   Yakovlev UT-2 című angol Wikipédia-szócikk ezen változatának fordításán alapul.  Az eredeti cikk szerkesztőit annak laptörténete sorolja fel. Ez a jelzés csupán a megfogalmazás eredetét és a szerzői jogokat jelzi, nem szolgál a cikkben szereplő információk forrásmegjelöléseként.

## Külső hivatkozások
- Az Ugolok nyeba cikke:
  - УТ-2
  - УТ-2МВ
  - УТ-2Л